# Żerawino
Żerawino (bułg. Жеравино) – wieś w Bułgarii, w obwodzie Kiustendił, w gminie Kiustendił. Obecnie w miejscowości pozostał tylko jeden starzec.